# Suore ancelle di Gesù
Le suore ancelle di Gesù (in polacco Siostry Sługi Jezusa) sono un istituto religioso femminile di diritto pontificio.

## Storia
La congregazione fu fondata l'8 dicembre 1884 da Eleonora Motylowska, insieme con Onorato da Biała, come associazione di domestiche.
L'istituto, aggregato all'Ordine dei frati minori cappuccini dal 18 aprile 1906, ricevette il pontificio decreto di lode nel 1907.

## Attività e diffusione
Il fine principale dell'istituto è l'assistenza alle giovani lavoratrici; le suore hanno esteso il loro apostolato ad altre opere educative e assistenziali.
Oltre che in Polonia, le religiose sono presenti in Bolivia, Regno Unito, Stati Uniti d'America e Ucraina; la sede generalizia è a Varsavia.
Alla fine del 2008 la congregazione contava 311 religiose in 32 case.